# Georges Bourdillat
Georges Bourdillat – francuski kierowca wyścigowy.

## Kariera
Bourdillat rozpoczął karierę w międzynarodowych wyścigach samochodowych w 1980 roku od startów w World Challenge for Endurance Drivers, gdzie jednak nie zdobywał punktów. W tym samym uplasował się na drugiej pozycji w klasie GT 24-godzinnego wyścigu Le Mans.